# South African Journal of Botany
South African Journal of Botany (abreviado S. African J. Bot.) es una revista ilustrada con descripciones botánicas que es editada en Sudáfrica desde el año 1982.